# Papaver nudicaule

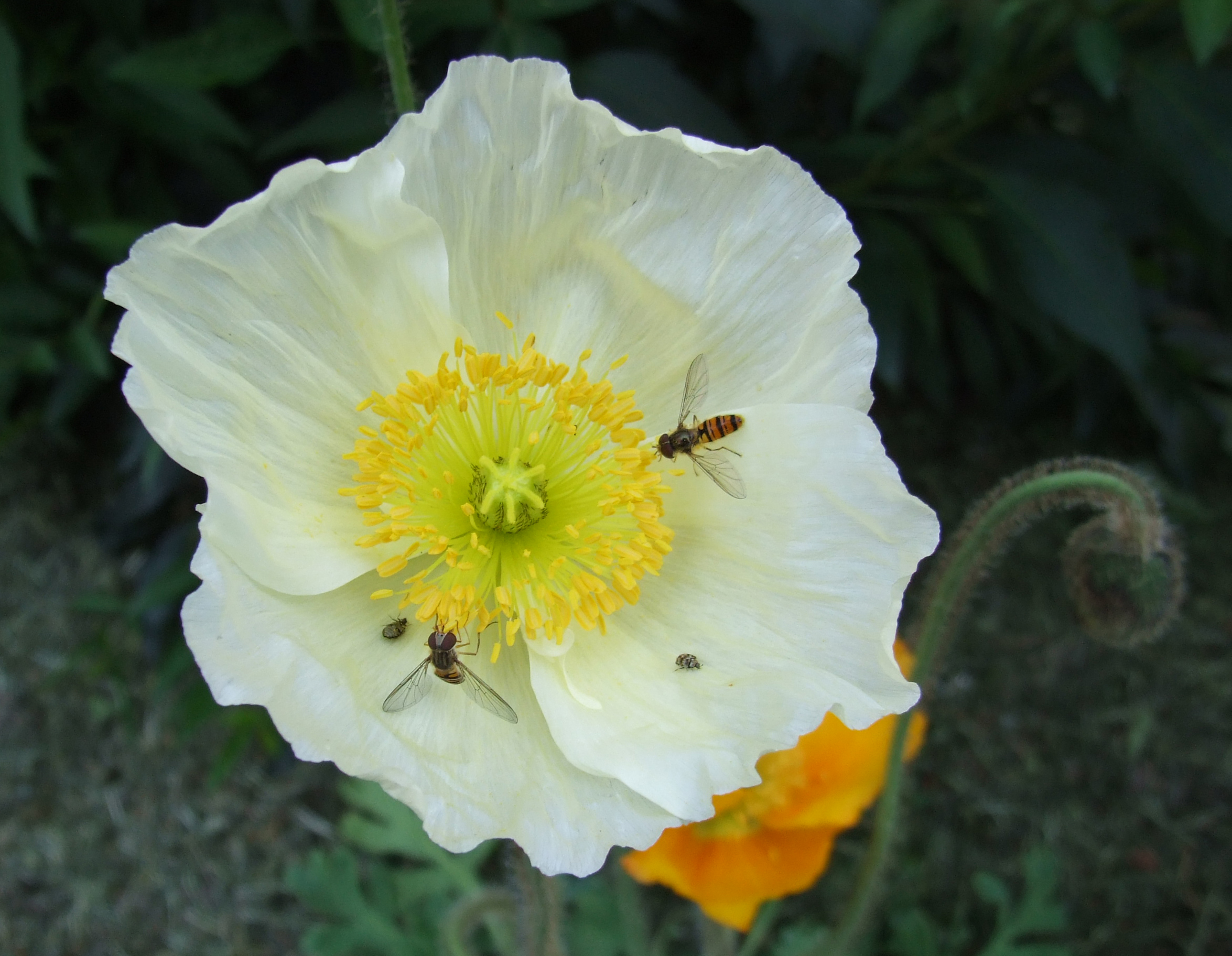
Papaver nudicaule

Papaver nudicaule, papoila-da-Islândia, é uma planta de floração boreal, nativa de regiões subpolares como o norte da Europa, Estados Unidos e Islândia.
A espécie atinge de 45 a 60 cm de altura e é considerada potencialmente tóxica, se ingerida.